# Fractint

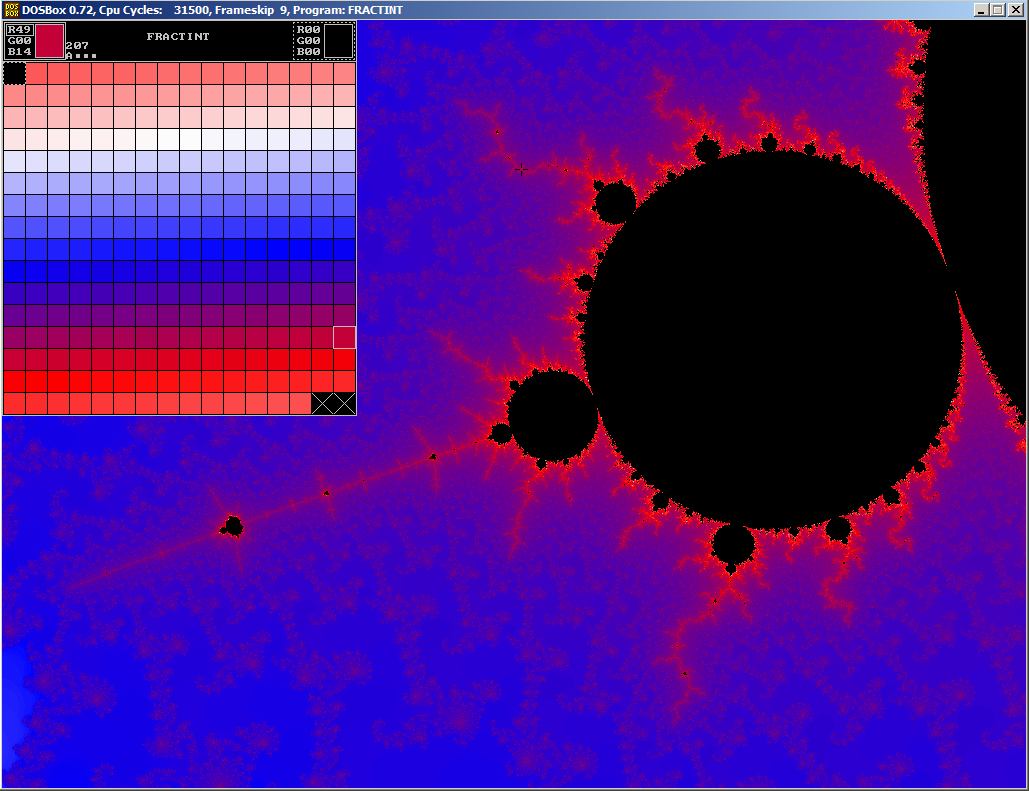
Ein Mandelbrot-Fraktal mit Farbpaletten-Editor (Fractint Version 20.0 in DOSBOX 0.72 auf Windows Vista)

Fractint ist ein Fraktalgenerator, ein Programm zur Generierung von Abbildungen fraktaler Geometrie. In der Version für MS-DOS war es in den 1990er Jahren das populärste seiner Art, Portierungen auf andere Plattformen reichten nicht an die Funktionsvielfalt des Originals heran. Die aktuelle Version 20.04p14 ist vom August 2015.

## Funktionen
Die Stärken von Fractint liegen in der Vielfalt der zur Verfügung stehenden Fraktaltypen und Einstellmöglichkeiten: Neben Fluchtzeitfraktalen wie dem Apfelmännchen gehören iterierte Funktionensysteme (IFS), Lindenmayer-Systeme (L-Systeme) und Seltsame Attraktoren zum Repertoire; selbsterdachte Formeln können ebenfalls verwendet werden. Auf der Ausgabeseite sticht die zu DOS-Zeiten wichtige Unterstützung seltener und undokumentierter Videomodi hervor, sowie die Möglichkeit der Speicherung von Grafikdateien, unabhängig von der grafischen Leistungsfähigkeit des benutzten PCs. Vielfältige 3D-Transformationen und die Unterstützung von 3D-Brillen stellen Eigenschaften dar, die auch bei modernen Programmen nur selten zu finden sind.
Durch die Popularität des Programms entstanden seitens Dritter diverse Hilfsprogramme, die beispielsweise die Generierung von „Zoomflügen“ durch das Apfelmännchen oder das Design von IFS vereinfachen.

### Schwächen
Das Programm stammt von Anfang der 1990er Jahre, also aus der Zeit, in der Fraktale in aller Munde waren. 
Die Euphorie ist gewichen, das Programm wurde seitdem nicht grundlegend weiterentwickelt. Vor allem fällt folgendes auf:
- Das Programm läuft seit Windows 7 nicht mehr unter Windows, es lief letztmals unter Windows Vista 32 Bit. Seit November 2020 wird auf der Homepage eine DOS-Box verlinkt, welche die Nutzung unter Windows ermöglicht[1].
- Die GUI der Windows-Oberfläche ist eine portierte MS-DOS-Version; es fehlen übliche Funktionen von Windows-Programmen, wie beispielsweise das Verändern der Fenstergröße durch Ziehen am Rand.
- Das Programm nutzt auf Mehrkern-Systemen nur einen Kern.
- Das Programm nutzt nicht die Befehlssätze aktueller CPUs.

Messungen auf einem Vierkernprozessor aus dem Jahr 2011 (i5-2300) ergaben, dass FractInt etwa zwei Prozent der Gleitkomma-Rechenleistung des Prozessors nutzt (Julia-Menge).

## Geschichte
Fractint entstand 1988 als FRACT386. Damalige  80386er-Prozessorn verfügten nur selten über einen Gleitkomma-Koprozessor, weshalb der Fraktalgenerator Ganzzahl-Arithmetik verwendete. 1989 wurde durch Umbenennung in „Fractint“ der Bezug zum Prozessortyp entfernt und generell auf die Rechnung in ganzen Zahlen (engl. integer) verwiesen, das wurde auch nach Implementierung der Möglichkeit von Gleitkomma-Berechnungen beibehalten.
Ursprünglicher Autor war der Mathematiker Bert Tyler, später als Kopf der sogenannten Stone Soup Group, welche den Quelltext verfügbar hielt und im Laufe der Zeit Beiträge von über 60 Programmierern aufnahm.